# デジタルビイム
株式会社デジタルビイムはかつて存在したデジタル系デザイン事務所である。
本社は麻布から東京都品川区東五反田、渋谷区宇田川町を経て、東京都目黒区東山の一軒家に移転した。

## 概説
- 設立 - 1998年3月19日
- 代表取締役 - 住正徳（すみまさのり）
- 閉鎖 - 2014年2月12日

## 事業内容
- ホームページ、CD-ROM、映像、雑誌、カタログ等デジタルデザイン全般